# Кашница, Юзеф
Юзеф Кашница (пол. Józef Kasznica; 20 мая 1834 года, Дынув ― 7 октября 1887 года, Львов) ― профессор канонического права в Варшавской главной школе, Императорском Варшавском университете и Львовском университете. Декан Юридического факультета Императорского Варшавского университета, действительный статский советник.

## Биография
Родился 20 мая 1834 в городе Дынув в Галиции. Сын Винцента, адвоката и общественного деятеля в Вольного города Краков и Агнешки з Панкув. Учился в гимназии в Жешуве, затем ― в Гимназии св. Анны в Кракове (до 1850 года). Право начал изучать в Ягеллонском университете, продолжил в Вене в 1860 году, где получил докторскую степень. Он безуспешно баллотировался на кафедру в Ягеллонский университет и был вынужден устроиться на работу в казначейскую прокуратуру. В 1862 году уехал в Париж, где был вхож в монархические и консервативно-либеральные круги польских эмигрантов. В том же году получил предложение занять место на юридической кафедре в Варшавской главной школы, сохраняя при этом австрийское гражданство в соответствии с рескриптом императора с 7 июня 1869 года. С 1865 преподавал также каноническое право. В 1866 был назначен адъюнкт-профессором.
После упразднения Варшавской главной школы в 1869 году занял место на той же кафедры в Императорском Варшавском университете. Поскольку от профессоров-иностранцев требовали наличия докторский степени, подтверждённой в одном из российских университетах, Кашница представил и защитил в 1872 году в Санкт-Петербурге докторскую диссертацию на тему «О сущности права» С 1876 года и до отъезда из Варшавы он был деканом юридического факультета Варшавского университета. Несмотря на лояльность по отношению к властям (которые наградили его орденами и удостоили звания действительного статского советника), в российской академической среди Кашница не смог комфортно работать и в 1886 году уехал во Львов преподавать каноническое право. Также в 1887 он был назначен заместителем председателя Съезда польских юристов и экономистов в Кракове.
Умер 7 октября 1887 во Львове. Был временно похоронен на Лычаковскоом кладбище во Львове. 9 ноября был перезахоронен на Раковицком кладбище в Кракове в семейной могиле рядом с отцом.

## Избранные произведения
- O chorobach społecznych (1870)
- O stosunku prawoznawstwa do innych nauk (1875)
- Przyczynek do encyklopedii prawa (1875)